# Schachweltmeisterschaft der Senioren 1997

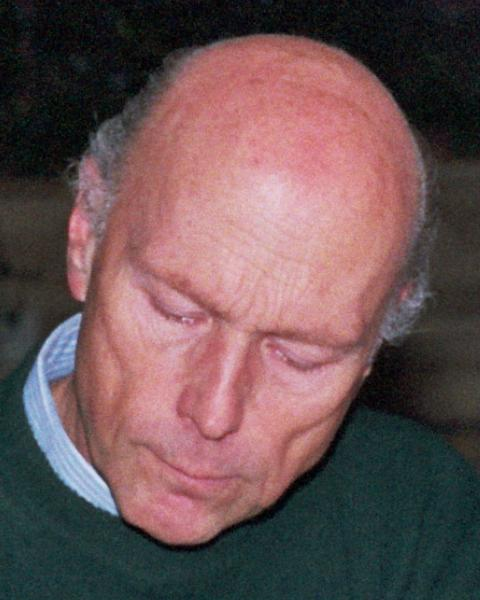
Jānis Klovāns, Weltmeister 1997

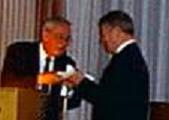
Egon Ditt überreicht den DSB-Ehrenteller an Reinhold Hoffmann

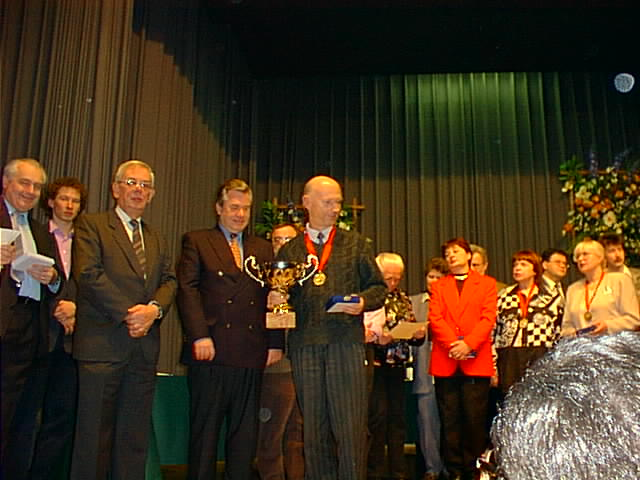
Siegerehrung 1997

Die Schachweltmeisterschaft der Senioren 1997 war ein internationales Schachturnier, das vom 9. bis 23. November 1997 im Kurhaus der Stadt Bad Wildbad ausgetragen wurde.

## Überblick
Die Seniorenweltmeisterschaft im Schach wurde von der FIDE veranstaltet und wie 1991, 1992, 1993, 1995 und 1996 von Reinhold Hoffmann organisiert.
Die offene Weltmeisterschaft gewann Jānis Klovāns. Es nahmen 226 Männer und Frauen teil. Die separate Meisterschaft für 30 Frauen gewann Tatjana Satulowskaja.
Im Rahmen einer festlichen Eröffnungsveranstaltung wurde Reinhold Hoffmann vom Präsidenten des Deutschen Schachbundes Egon Ditt mit dem Ehrenteller, der höchsten Auszeichnung des Deutschen Schachbundes, geehrt.

## Endstand der offenen Seniorenweltmeisterschaft

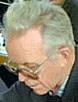
Boris Arkhangelsky 1997, Zweiter

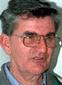
Klaus Darga 1997, bester Deutscher

| Rg | Teilnehmer           | Elo  | Land               | Punkte |
| -- | -------------------- | ---- | ------------------ | ------ |
| 1  | Klovāns, Jānis       | 2465 | Lettland           | 9,0    |
| 2  | Arkhangelsky, Boris  | 2405 | Russland           | 8,5    |
| 3  | Lein, Anatoly        | 2450 | Vereinigte Staaten | 8,5    |
| 4  | Taimanov, Mark       | 2425 | Russland           | 8,5    |
| 5  | Bagirov, Vladimir    | 2495 | Lettland           | 8,5    |
| 6  | Tschernikow, Oleg    | 2385 | Russland           | 8,5    |
| 7  | van Geet, Dick       | 2320 | Niederlande        | 8,5    |
| 8  | Baumgartner, Heinz   | 2295 | Österreich         | 8,0    |
| 9  | Borisenko, Georgy    | 2380 | Usbekistan         | 8,0    |
| 10 | Luboshitz, Alexander | 2205 | Belarus            | 8,0    |
| 11 | Darga, Klaus         | 2450 | Deutschland        | 7,5    |
| 12 | Uhlmann, Wolfgang    | 2485 | Deutschland        | 7,5    |
| 13 | Suetin, Alexei       | 2410 | Russland           | 7,5    |
| 14 | Fronczek Heinrich    | 2270 | Deutschland        | 7,5    |
| 15 | Gruzmann, Boris      | 2265 | Russland           | 7,5    |
| 16 | Lainburg, Viktor     | 2233 | Deutschland        | 7,5    |
| 17 | Zoltek, Tadeuz       | 2290 | Polen              | 7,5    |
| 18 | Schlag, Franz        | 2245 | Deutschland        | 7,5    |
| 19 | Reichenbach, Werner  | 2255 | Deutschland        | 7,5    |
| 20 | Lapienis, Donatas    | 2340 | Litauen            | 7,5    |
| 21 | Hoffmann, Hans       | 2210 | Deutschland        | 7,5    |
| 22 | Martinovsky, Eugene  | 2345 | Vereinigte Staaten | 7,5    |
| 23 | Rosen, Willy         | 2285 | Deutschland        | 7,5    |
| 24 | Caminade, Christian  | 2150 | Frankreich         | 7,5    |
| 25 | Littlewood, John     | 2285 | England            | 7,5    |

## Endstand der Weltmeisterschaft der Seniorinnen

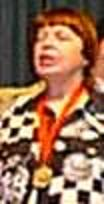
Satulowskaja, Weltmeisterin 1997

| Rg | Teilnehmer                  | Elo  | Land       | Punkte |
| -- | --------------------------- | ---- | ---------- | ------ |
| 1  | Satulowskaja, Tatjana       | 2155 | Russland   | 9,0    |
| 2  | Chmiadaschwili, Tamar       | 2165 | Georgien   | 9,0    |
| 3  | Erenska-Radzewska, Hanna    | 2235 | Polen      | 9,0    |
| 4  | Koslowskaja, Walentina      | 2195 | Russland   | 9,0    |
| 5  | Malinicheva, Lidija         | 2020 | Usbekistan | 6,5    |
| 6  | Bognarne-Cynolter, Erzsebet | 2080 | Ungarn     | 6,5    |